# Oficina Estival de Idiomas da Universidade de Indiana
A Oficina de Idiomas  da Universidade de Indiana (anteriormente conhecido como SWSEEL) é um dos maiores e mais antigos programas de idiomas de verão nos Estados Unidos. Localizado no campus de Bloomington da Indiana University (IU), o workshop foi fundado em 1950, no auge da Guerra Fria, para fornecer treinamento intensivo em russo e, posteriormente, em outras línguas estrangeiras menos ensinadas. Ao longo dos quase 75 anos de existência, a Oficina já proporcionou formação linguística a mais de dez mil alunos. É amplamente conhecido nos Estados Unidos por sua qualidade e variedade, especialmente entre os programas universitários em estudos eslavos, do Leste Europeu e da Eurásia Central. 

## História
A primeira oficina foi realizada de 20 de junho a 25 de julho de 1951. Foi chamado de "Oficina de russo para estudantes de graduação e pós-graduação" e foi anunciado como um "curso de cinco semanas para homens e mulheres que desejam uma melhor compreensão da língua russa". Patrocinado pelo Departamento de Estudos Eslavos da IU e pela Escola de Verão da IU, era limitado a 40 "estudantes qualificados". O custo da mensalidade, alimentação e alojamento em 1951 chegou a US$ 185.
O programa foi bem-sucedido e logo cresceu a ponto de as matrículas anuais chegarem a cerca de 200 alunos. Em 1963, as línguas polonesa e servo-croata foram adicionadas e o programa, agora abrangendo oito semanas de estudo, foi renomeado como Oficina Eslava. Logo o idioma tcheco foi adicionado. A Oficina Eslava também contou com viagens de estudo de idiomas à União Soviética, nas quais mais de 100 alunos participaram a cada verão. Quando o programa passou por uma expansão significativa na década de 1990 com a adição de várias novas línguas, incluindo línguas não-eslavas, foi rebatizado de Oficina de Verão em Línguas Eslavas e do Leste Europeu (SWSEEL, em inglês), um nome que permaneceu no lugar (apesar da crescente papel proeminente da Ásia Central e outras línguas de fora da Europa Oriental) até 2013, quando recebeu o nome atual de Indiana University Language Workshop.

## Idiomas oferecidos
As ofertas de idiomas na Oficina de idiomas  da Universidade de Indiana variam a cada verão. Até o momento (até o verão de 2021), um total de 38 idiomas foram ensinados no programa. O russo é o único idioma ensinado todos os verões desde a fundação do programa. As outras línguas são: albanês, árabe, azerbaijano, búlgaro, checheno, chinês, tcheco, dari, estoniano, georgiano, hindi-urdu, húngaro, cazaque, quirguiz, curdo, letão, lituano, macedônio, mongol, pashto, persa, polonês, português, romeno, sérvio/croata, esloveno, eslovaco, suaíli, tadjique, tártaro, tibetano, turco, turcomano, uigur, ucraniano, uzbeque, iídiche.

## Diretores
| Período     | Nome                                                                |
| ----------- | ------------------------------------------------------------------- |
| 1951 — 1952 | Michael Ginsburg                                                    |
| 1953 — 1961 | Joseph T. Shaw                                                      |
| 1962 — 1965 | Albert C. Todd, Jr.,                                                |
| 1966        | Robert L. Baker                                                     |
| 1967 — 1968 | Maurice I. Levin                                                    |
| 1969        | Charles Gribble                                                     |
| 1971 — 1972 | Ernest Scatton                                                      |
| 1973        | Stephen Soudakoff                                                   |
| 1974        | Daniel Armstrong, Stephen Soudakoff (co-diretores)                  |
| 1975 — 1976 | Daniel Armstrong, Rodney Sangster, Stephen Soudakoff (co-diretores) |
| 1978        | Daniel Armstrong, Ronald Feldstein (co-diretores)                   |
| 1979        | Ronald Feldstein                                                    |
| 1986 — 2009 | Jerzy Kolodziej                                                     |
| 2010 — 2016 | Ariann Stern-Gottschalk                                             |
| 2016 — 2017 | Mark Trotter                                                        |
| 2017        | Kathleen Evans                                                      |

## Instrutores

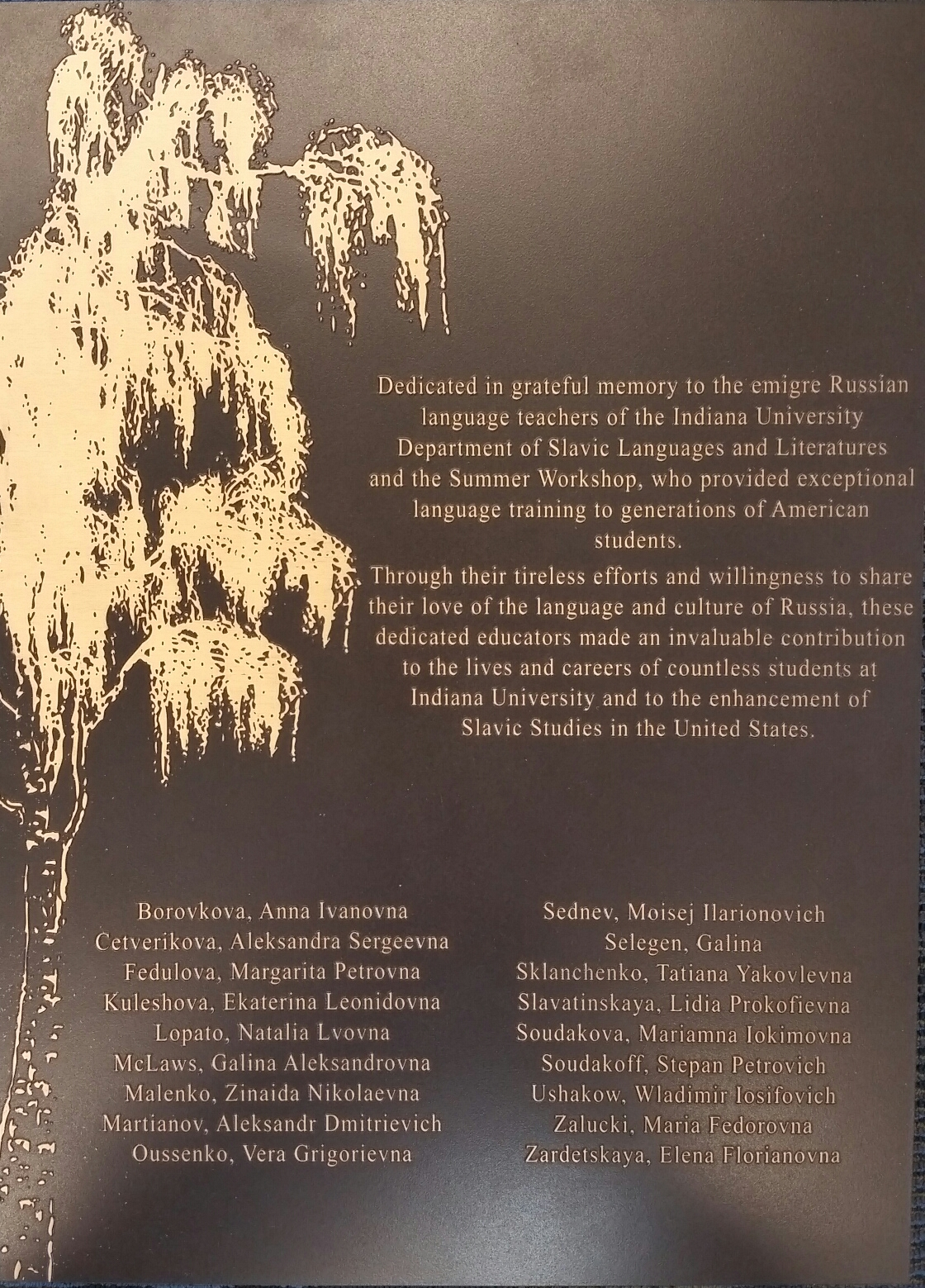
Placa comemorativa dedicada aos professores de língua russa emigrantes do Departamento de Línguas e Literaturas Eslavas da Universidade de Indiana e ao Workshop de Verão.

Os instrutores emigrantes russos desempenharam um papel muito importante no programa, especialmente durante as décadas de 1950 e 1960. A contribuição dos emigrantes russos tanto para o Workshop de Línguas quanto para o Departamento de Línguas e Literaturas Eslavas da IU é reconhecida por uma placa, proposta pela primeira vez em 2002 por William Hopkins, aluno de doutorado da Universidade de Indiana, ex-instrutor do Workshop de Línguas de Verão e tradutor do Departamento de Estado dos EUA. A inscrição na placa diz:
"Dedicado em memória grata aos professores de língua russa emigrados do Departamento de Línguas e Literaturas Eslavas da Universidade de Indiana e do Workshop de Verão, que forneceram um treinamento excepcional de idiomas a gerações de estudantes americanos. Através de seus esforços incansáveis e vontade de compartilhar seu amor pela língua e cultura da Rússia, esses educadores dedicados fizeram uma contribuição inestimável para as vidas e carreiras de inúmeros estudantes da Universidade de Indiana e para o aprimoramento dos estudos eslavos nos Estados Unidos".
Os seguintes professores estão listados na placa: Borovkova, Anna Ivanovna; Cetverikova, Aleksandra Sergeevna; Fedulova, Margarita Petrovna; Kuleshova, Ekaterina Leonidovna; Lopato, Natalia Lvovna; McLaws, Galina Aleksandrovna; Malenko, Zinaida Nikolaevna; Martianov, Aleksandr Dmitrievich; Oussenko, Vera Grigorievna; Sednev, Moisej Ilarionovich; Selegen, Galina; Sklanchenko, Tatiana Yakovlevna; Slaviatinskaya, Lídia Prokofievna; Soudakova, Mariamna Iokimovna; Soudakoff, Stepan Petrovich; Ushakow, Wladimir Iosifovich; Zalucki, Maria Fedorovna; Zardetskaya, Elena Florianovna. Entre os emigrantes russos mais notáveis que ensinaram no Summer Language Workshop em 1962 e 1963 está a proeminente escritora russa Nina Berberova . Das centenas de outros instrutores que ensinaram idiomas ou deram palestras no Summer Language Workshop, alguns dos mais conhecidos incluem eslavistas Felix Oinas, Edward L. Keenan, Charles Townsend, Charles Gribble, Carl Proffer, Frank Miller, Helena Goscillo.